# 10120 Ypres
10120 Ypres eller 1992 YH2 är en asteroid i huvudbältet som upptäcktes den 18 december 1992 av den belgiske astronomen Eric W. Elst vid CERGA-observatoriet. Den är uppkallad efter den belgiska staden Ieper.
Asteroiden har en diameter på ungefär 13 kilometer och den tillhör asteroidgruppen Veritas.